# Australopacifica ranuii
Australopacifica ranuii är en plattmaskart som först beskrevs av Fyfe 1953.  Australopacifica ranuii ingår i släktet Australopacifica och familjen Geoplanidae. Inga underarter finns listade i Catalogue of Life.